# Antonín Kachlík
Antonín Kachlík, född 26 februari 1923 i Kladno, död 20 april 2022, var en tjeckisk filmregissör och manusförfattare. Han regisserade 21 filmer mellan 1948 och 1987. 1973 var han jurymedlem vid Moskvas åttonde internationella filmfestival. Kachlik var 1976–1986 parlamentsledamot i Tjeckoslovakiens nationella råd (sen 1993 omvandlat till Tjeckiens deputeradekammare).

## Filmografi i urval
- 1969 – Já, truchlivý bůh
- 1971 – Riddaren utan namn